# Silvia Christoph
Silvia Christoph (* Oktober 1950 in Berlin) ist eine deutsche Illustratorin, Grafikdesignerin und Sängerin.

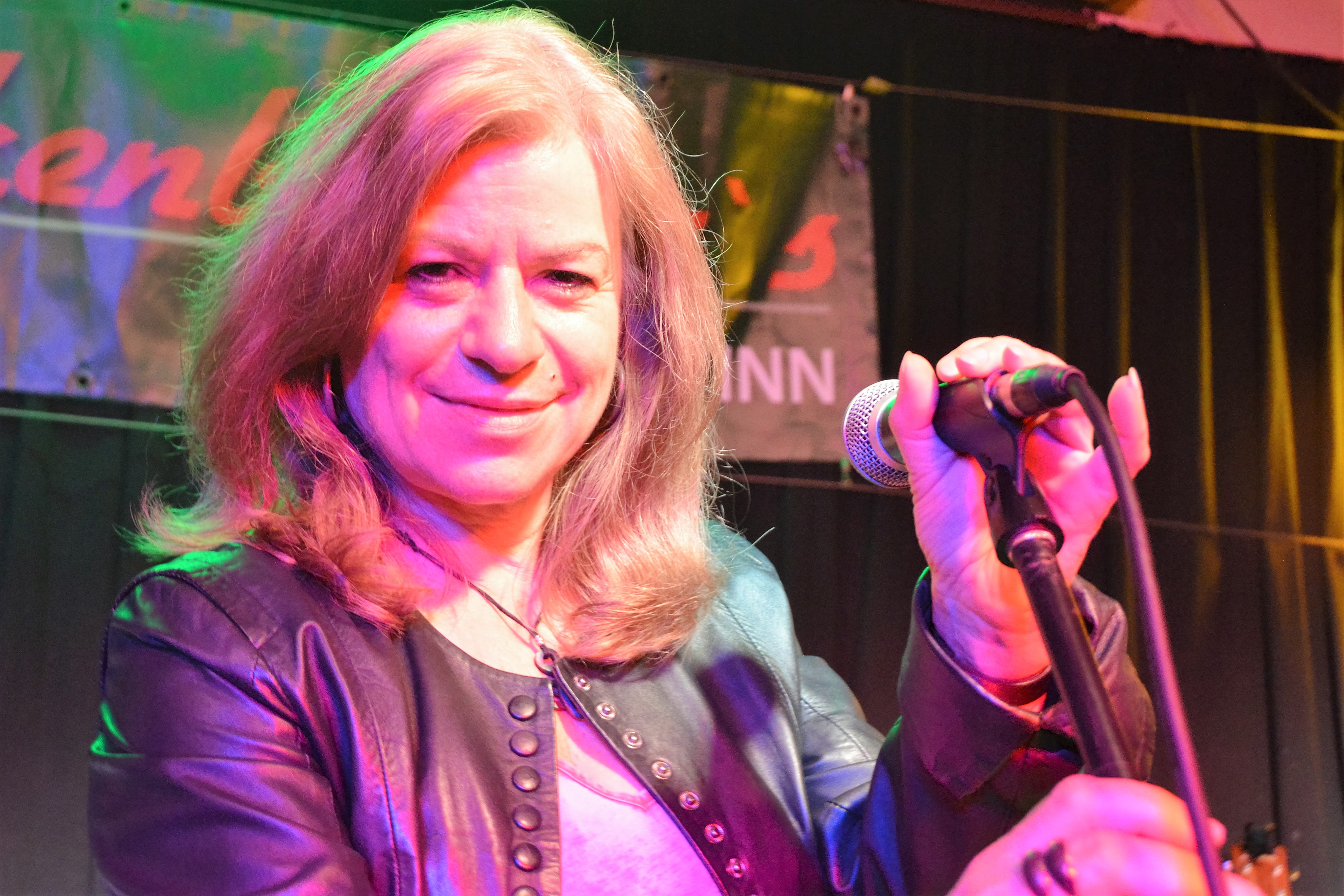
Silvia Christoph, 2016

## Leben und Wirken
Nach dem Abitur absolvierte Christoph ein Grafikdesign-Studium an der Hochschule der Künste in Berlin. Nach ihrem Examen schloss sie ein Zweitstudium an der Pädagogischen Hochschule Berlin an, mit dem Ziel Musiklehrerin zu werden. Während ihrer Studienzeit sammelte sie Erfahrungen mit einer Airbrush-Pistole und entwarf Plattencover und Bandplakate für Freunde. Als Christoph eine Festeinstellung in der Werbeagentur Procom bekam, brach sie ihr Zweitstudium ab. Nach einem Dreivierteljahr verließ sie die Agentur wieder, um als freiberufliche Illustratorin zu arbeiten. In der folgenden Zeit entstanden für verschiedene Berliner Agenturen und Grafikbüros Auftragsarbeiten, darunter Veranstaltungsplakate, Poster, Video-Cover, Plattencover, Bandplakate, Filmplakate, Storyboards und Programm-Flyer für Musik-Clubs.
Nachdem sie 1990 der damaligen Lektorin des Ullstein Verlags ihre Arbeiten gezeigt hatte, erhielt sie einen Auftrag für 10 Titel. Seitdem ist sie hauptberuflich als Illustratorin für Buchverlage tätig, u. a. für den Kosmos-Verlag (Die drei ???), cbj (Fünf Freunde), Loewe Verlag (Fear Street), Arena Verlag, Heyne Verlag und Piper Verlag.
Neben der Illustration ist Christoph als Sängerin unterwegs. Ihre erste Band war Airship (Jazz-Funk-Latin-Formation), der sie 1977 beitrat. In den 1980er Jahren wurde sie als Leadsängerin mit der Rock-Band Insisters bekannt. Ende 1984 gründete Christoph ihre eigene Band Number Nine. 1990 wurde sie Ensemblemitglied des Reineke Fuchs unter der Leitung von Doris Heiland.
Zudem arbeitete Silvia Christoph als Synchronsängerin mit Tonstudios zusammen. Sie wirkte in TV- und Kinoproduktionen, wie Der König der Löwen, Aladdin, Der Glöckner von Notre Dame, Tom und Jerry und Charlie – Alle Hunde kommen in den Himmel mit.
Nach diversen weiteren Gastspielen mit Musikern und Bands ist Silvia Christoph seit 2006 Sängerin in der Wayne Grajeda Band. 2019 trat sie außerdem in der 2. Staffel von The Voice Senior an.

## Diskografie (Auszug)
- 1983: Du Wunderst Dich? Christian Kneisel – Gala (LP, Album)
- 1982: Bleibtreu – Bleibtreu (LP, Album)
- 1981: Insisters – Moderne Zeiten (LP, Album)

## Werke
Silvia Christoph ist vor allem durch ihre Illustrationen für die Kinder- und Jugendbuchserie Die drei ??? bekannt. Seit 1999 gestaltet sie im Auftrag des Kosmos-Verlags die Cover zur Serie und folgte damit der langjährigen Illustratorin Aiga Rasch.